# Mattia Maggio
Mattia Maggio (* 22. Februar 1994 in Nürtingen) ist ein deutsch-italienischer Fußballspieler.

## Biografie

### Kindheit, Jugend und Anfänge
Mattia Maggios Vater stammt aus dem Salento in Apulien und war als Zwölfjähriger nach Schwaben ausgewandert, seine Mutter kam als Italienerin in Deutschland zur Welt. Maggio wurde in Nürtingen geboren und wuchs in Vaihingen an der Enz auf. Als Kind entdeckte er seine Leidenschaft für den Fußball und spielte mit Freunden auf der Straße, um dann in der E-Jugend dem VfB Vaihingen beizutreten. Als er zehn Jahre alt war, bewarb er sich beim VfB Stuttgart für ein Probetraining. In einem einmonatigen Auswahlverfahren setzte sich Maggio gegen mehr als 200 andere Bewerber durch, und er wechselte in die Jugend des Bundesligisten. Bis zur U-19 spielte er für die Stuttgarter und erreichte 2011 als Meister der U-17-Bundesliga-Staffel Süd/Südwest das Halbfinale der B-Jugend-Meisterschaft.
Danach nahm er ein Angebot von Novara Calcio aus Italien an, da er dort Chancen zur Weiterentwicklung sah, zumal er bei den Stuttgartern wenig Einsatzzeiten bekommen hatte. In Novara, das zuvor in die Serie A aufgestiegen war, stand er auch im erweiterten Profikader, konnte jedoch aufgrund eines Formfehlers beim Vereinswechsel, der im August 2011 getätigt wurde, erst ab Januar 2012 eingesetzt werden.  Am 13. Mai 2012 absolvierte Maggio, der Fan des FC Arsenal und von Inter Mailand ist, sein Profidebüt, als er in der Serie A bei der 1:2-Niederlage gegen den AC Mailand in der 84. Spielminute für Simone Pesce eingewechselt wurde. Nach seinem ersten Jahr stieg der Verein wieder in die Serie B ab, und Maggio blieb zur neuen Spielzeit zunächst im Kader, ohne jedoch noch einmal zu einem Profieinsatz zu kommen.
Ende Januar 2013 wechselte Maggio nach einem Probetraining in die zweite Mannschaft (U-23) des Hamburger SV. Beim HSV wurde er zunächst in der A-Jugend in der A-Junioren-Bundesliga eingesetzt. In vier Einsätzen erzielte Maggio drei Tore. Am 15. Mai 2013 spielte er das erste Mal für die U-23 in der viertklassigen Regionalliga Nord. Beim 3:1-Sieg gegen den SC Victoria Hamburg erzielte er das 2:0.

### Bundesliga-Debüt beim Hamburger SV
Zum Ende der Saison 2013/14 wurde Maggio von Trainer Mirko Slomka in den Kader der ersten Mannschaft aufgenommen, weil viele Offensivspieler im Profikader verletzt waren und Maggio in der U-23 gute Leistungen gezeigt hatte. So hatte er kurz zuvor drei Treffer beim 4:2-Sieg gegen den SV Eichede erzielt. Am 4. April 2014 absolvierte Maggio sein Bundesliga-Debüt, als er beim 2:1-Sieg gegen Bayer 04 Leverkusen in der 77. Spielminute für Jacques Zoua eingewechselt wurde. Nach der Saison verließ Maggio den Verein nach Vertragsende und blieb zunächst länger vereinslos.

### Engagement bei TSG 1899 Hoffenheim
Maggio hielt sich bis Januar 2015 bei der zweiten Mannschaft des SC Freiburg im Training fit, bevor er sich der zweiten Mannschaft der TSG 1899 Hoffenheim fest anschloss. Dort spielte er von Februar bis Juni 2015 in der Regionalliga Südwest, erlitt nach zwei Einsätzen im März allerdings einen Muskelfaserriss, wodurch er einen Monat lang ausfiel. In der Folgezeit kam er noch zu acht Einsätzen, in denen er einen Treffer erzielte. 

### Zurück im Amateurbereich
Nachdem er ab Juli 2015 vereinslos gewesen war, da sein Vertrag in Hoffenheim nicht verlängert wurde, wechselte er im März 2016 nach Italien: Beim Mantova FC konnte sich Maggio nach einem Trainerwechsel jedoch nicht durchsetzen, sodass er vier Monate später nach Deutschland zurückkehrte und sich im Juli 2016 dem FC Nöttingen anschloss.
In der Saison 2016/17 kam er für den Aufsteiger zu insgesamt 24 Einsätzen in der Regionalliga Südwest. Im Sommer 2017 verließ er den Verein und war mehrere Monate vereinslos, ehe er ab Oktober 2017 beim belgischen Drittligisten ASV Geel spielte. Aufgrund der Insolvenz des Vereins wurde Maggios Vertrag im Januar 2018 aufgelöst.
Im März 2018 kehrte er nach Hamburg zurück und unterschrieb einen bis 2021 gültigen Vertrag beim Oberligisten TuS Dassendorf.

### Nationalmannschaft
Maggio spielte dreimal für die deutsche U-16-Nationalmannschaft, für die er im Oktober 2009 debütierte und in diesem Spiel sein einziges Tor erzielte. Maggio fühlt sich jedoch als Italiener; es sei immer sein Plan gewesen, für Italien zu spielen. So wechselte er den Verband und debütierte am 15. September 2010 für die italienische U-17-Nationalmannschaft bei einer 1:4-Niederlage gegen Israel. Fünf Tage später spielte er auch gegen die deutsche U-17. Am 27. Oktober 2010 erzielte er sein erstes Tor gegen Zypern zum 1:0-Siegtreffer.

## Persönliches
Nach einem Unfall Anfang 2010, bei dem er einen Glassplitter ins linke Auge bekam, hat Maggio auf diesem nur noch 10 Prozent Sehkraft.